# Floyd Morris
Floyd Emerson Morris (* 23. Juli 1969 in Bailey’s Vale, Port Maria, Saint Mary Parish, Jamaika) ist ein jamaikanischer Politiker der People’s National Party (PNP), der seit 2013 als erster Blinder Präsident des Senats von Jamaika ist.

## Leben
Morris, Sohn eines Feuerwehrmanns und einer Schneiderin, wuchs mit sieben Geschwistern auf. Er absolvierte nach dem Besuch der Port Maria Primary School sowie der St Mary High School ein Studium im Fach Kommunikationswissenschaft an der University of the West Indies (UWI), das er mit einem Bachelor of Arts (B.A. Mass Communication) abschloss. Ein anschließendes postgraduales Studium der Philosophie an der UWI beendete er mit einem Master of Arts (M.A. Philosophy) und war danach als Geistlicher (Reverend) der Siebenten-Tags-Adventisten sowie als Gründer und Chief Executive Officer (CEO) der Beratungsgesellschaft F.E. Morris International Consultancy Services (FEMICS) tätig. 
Daneben engagiert sich Morris, der seit seinem 17. Lebensjahr selbst blind ist, seit Jahren für die soziale Inklusion von Menschen mit Behinderungen in allen Lebensbereichen ein wie zum Beispiel als Koordinator und Leiter des Zentrums für das Studium von Behinderungen an der UWI sowie seit 1995 als Mitglied des Nationalen Beratungsgremiums für Menschen mit Behinderungen.
1998 wurde Morris für die People’s National Party (PNP) erstmals zum Senator gewählt und gehörte dem Senat bis 2007 an. Während dieser Zeit war er während der Amtszeit der Premierminister Percival J. Patterson und Portia Simpson Miller zwischen 2001 und 2007 Staatsminister im Ministerium für Arbeit und soziale Sicherheit.
Morris, der seit 2011 Moderator der von „Seeing from a Different Perspective“, einer Radiosendung auf NewsTalk 93 FM ist und an seiner Dissertation für einen Doktor der Philosophie (Ph.D.) an der UWI schreibt, wurde 2012 als Kandidat der regierenden PNP abermals Senator.
Am 17. Mai 2013 wurde Morris Präsident des Senats und ist damit der erste Blinde, der Präsident des Senats von Jamaika wurde. Als Senatspräsident ist er Vorsitzender der Senatsausschüsse für Geschäftsordnung und für Privilegien.